# Jugando con la muerte
Pour plus de détails, voir Fiche technique et Distribution.
Jugando con la muerte est un film hispano-mexicain réalisé par José Antonio de la Loma et sorti en 1982.

## Synopsis
Les services secrets espagnols recrutent le mercenaire surnommé « L'Aigle » pour infiltrer une bande de trafiquants d'héroïne. Parfaitement intégré à l'organisation, il découvre que celle-ci est aussi impliquée dans la contrebande d'uranium pour fabriquer des armes nucléaires destinées à la Libye et à d'autres pays émergents... 

## Fiche technique
- Titre : Jugando con la muerte[2]
- Titre original : Jugando con la muerte
- Titres alternatifs mexicains : Asesino a sueldo[3], El mercenario[4] (édition vidéo)
- Titres alternatifs anglophones : Target Eagle[5] (édition vidéo), Playing With Death
- Réalisation : José Antonio de la Loma[1]
- Scénario : José Antonio de la Loma et Carlos Vasallo d'après leur histoire
- Musique : Cam, Daniele Patucchi, Renato Serio
- Chanson : Night Flight, musique de Pino Donaggio, interprétée par Angie Fisher
- Photographie : Hans Burman
- Cadrages : Hans Burman, Javier García
- Photographie aérienne : Ray Cottingham
- Son : Salvador Topete, Manuel Rincon
- Montage : Sigfrido García, Emilio Rodríguez
- Réglage cascades : Rémy Julienne
- Réglage cascades aériennes et ski : Joaquín Densalat
- Supervision séquences ski : Carmen Braso
- Deltaplane : Santiago Font
- Spécialistes arts martiaux : Francisco Murgui, Domingo Sánchez, Vicente Sánchez, José María Torrents
- Pays d'origine :  Espagne,  Mexique
- Langue : espagnol
- Producteur : Carlos Vasallo
- Sociétés de production : Esme International, Golden Sun Productions
- Société de distribution : Virgin Vision
- Format : couleur — 35 mm — monophonique
- Genre : film d'aventure, film d'action
- Durée : 100 minutes
- Date de sortie : Espagne : 10 septembre 1982

## Distribution
- Jorge Rivero : David
- Maud Adams : Carmen
- Susana Dosamantes : Laura
- George Peppard : McFadden
- Max von Sydow : le colonel O'Donnell
- Chuck Connors : Sam Fisher